# Volby v Rakousku
Volby v Rakousku jsou svobodné. Volí se do parlamentu, Evropského parlamentu a každých šest let probíhají přímé prezidentské volby. Parlament je dvoukomorový, dělí se na Spolkovou radu a Národní radu, ty dávají dohromady Spolkové shromáždění. Do Národní rady je voleno 183 poslanců na čtyřleté volební období, do Spolkové rady je voleno 64 členů.

## Dominantní politické strany
- Sociálně demokratická strana Rakouska
- Rakouská lidová strana
- Svobodná strana Rakouska
- Aliance pro budoucnost Rakouska
- Zelení – Zelená alternativa

## Související kategorie
- Politické strany v Rakousku